# Gabriela Andersen-Schiess
Gabriela Andersen-Schiess (Zürich, 20 de marzo de 1945) es una excorredora de media y larga distancia suiza.
En 1963 se mudó a Sun Valley, Idaho, para ejercer como profesora de esquí y se casó con un estadounidense, recibiendo la doble nacionalidad. En 1972 ganó el campeonato suizo de 3000 metros. En 1973 queda subcampeona de 1500 y de 3000 metros así como de campo a través. El mismo año Andersen-Schiess registró la mejor marca suiza en la maratón de Bräunlingen, por entonces una disciplina para mujeres jóvenes. En 1977 y 1978 consiguió mejorar en Seattle su mejor tiempo en maratón.
Tras un periodo de pausa comenzó de nuevo a correr maratones. En 1983 ganó la Maratón Two Cities (Minneapolis–Saint Paul) y el 4 de diciembre la Maratón Internacional de California (Sacramento), donde registró la mejor marca suiza con 2:33:25 horas. Ese mismo año registró también con 33:29 minutos la mejor marca suiza en 10 km y en 1984 mejoró el mejor registro suizo en media maratón con 1:15:29 horas.
En los Juegos Olímpicos de 1984, celebrados en Los Ángeles, durante la maratón femenina, la cual ganó la estadounidense Joan Benoit; Gabrielle, completamente deshidratada y desorientada a causa del esfuerzo en ese día tan caluroso, y tras haber desaprovechado el último puesto de avituallamiento, comienza a sufrir un fuerte calambre en la pierna izquierda y a tambalearse, a falta de recorrer 500 metros en el coliseum Los Angeles Memorial Coliseum para finalizar la maratón. Mientras que la ganadora Joan Benoit requirió un minuto y medio, Gabriela precisó casi 7 minutos en recorrerlos, rechazando mientras tanto cualquier asistencia médica, antes de caer inconsciente en los brazos de los médicos en la línea de meta. En la consiguiente asistencia médica se le midieron 41,2 grados de temperatura corporal. Más tarde hubo discusiones sobre si los jueces deportivos y médicos deberían haber sacado a Gabriela de la carrera. Sin embargo se recuperó relativamente y concedió entrevistas doce horas después. 
Después de la carrera le dijo a los periodistas que quería terminar la carrera, ya que podría ser su única oportunidad olímpica debido a sus treinta y nueve años. Llegó en el puesto 37 entre 44 corredoras, pero fue más aplaudida que la medallista de oro Joan Benoit.
El hecho es considerado hoy en día uno de los mayores ejemplos de perseverancia, triunfo y espíritu olímpico.